# یواس‌اس کیشواکی (ای‌اوجی-۹)
یواس‌اس کیشواکی (ای‌اوجی-۹) (به انگلیسی: USS Kishwaukee (AOG-9)) یک کشتی بود که طول آن ۳۱۰ فوت ۹ اینچ (۹۴٫۷۲ متر) بود. این کشتی در سال ۱۹۴۳ ساخته شد.